# Aegla abtao abtao
Aegla abtao abtao es una de las subespecies en que se divide la especie de decápodo aéglido Aegla abtao, denominada comúnmente cangrejo pancora, cangrejo de agua dulce, llashka, o piñacha. Este crustáceo habita en aguas dulces del sudoeste de América del Sur.

## Taxonomía
Esta subespecie fue descrita originalmente como especie monotípica en el año 1942 por el biólogo carcinólogo estadounidense Waldo LaSalle Schmitt.
Localidad y ejemplares tipo
El ejemplar holotipo es el macho de mayor tamaño (26,60 mm) de un lote de 5 machos (y 2 hembras), catalogado como USNM 79079. Fue colectado el 22 de febrero de 1919 por el doctor Carl H. Eigenmann en Abtao, provincia de Llanquihue, Chile. También se le asigna específicamente la localidad de Alerce (41°23′S 72°55′W), en una zona próxima al lago Llanquihue.
Ante la dificultad que encontró en distinguir ejemplares de este taxón de los correspondientes a A. riolimayana, el biólogo argentino Raúl Adolfo Ringuelet propuso en 1948 recategorizar a esta última como una subespecie de aquella, cosa que realizó el mismo de manera formal en 1960, pasando de este modo el taxón típico a pertenecer a una subespecie nominal.
Igualmente su sistemática no está aún definida, pues algunos han seguido tratando a ambas como especies plenas, mientras que otros preliminarmente postularon que tal vez podrían ser solo una única especie (A. abtao) con dos morfotipos, al encontrar una amplia franja con presencia de un porcentaje de ejemplares intermedios entre ambas.
Ambos taxones se separan discretamente, centrándose las diferencias en la forma del rostrum, de las quelas, de la areola y del caparazón.
La población que habita en la cuenca del río Bueno es muy homogénea, siendo la más fiel al morfotipo abtao.

## Distribución y hábitat
Esta subespecie de cangrejo se distribuye de manera endémica en el centro y centro-sur de Chile, desde la Región Metropolitana de Santiago hasta la provincia de Llanquihue. Si bien no está aún confirmado, podría también habitar en la Argentina, en la cuenca del lago Lácar (del Pacífico), Neuquén, provincia donde se ha mencionado como colectado, aunque dicho registro fue puesto en duda por otros aurores. Habita en el fondo de arroyos, ríos, lagunas y lagos de agua dulce.  

## Características y costumbres
Es un cangrejo pequeño, pero grande para el género; los machos miden en promedio 26 mm (extremos entre 23 y 30,20 mm) y las hembras entre 18,70 y 20,10 mm de largo.